# Hans-Eberhard Blume
Hans-Eberhard Blume (* 25. November 1930 in Halberstadt) ist ein deutscher Musikmanager.

## Werdegang
Hans-Eberhard Blume besuchte ab 1937 die Volksschule und ab 1941 die Oberschule, die er 1949 mit dem Abitur abschloss. Im VEB Zuckerfabrik Halberstadt machte er anschließend eine kaufmännische Lehre. Blume studierte ab 1951 an der Freien Universität Berlin Betriebswirtschaft und wurde 1955 Diplom-Kaufmann.
Seine erste Stelle war bei Telefunken und führte ihn nach Berlin, Hannover, Wedel, Frankfurt und schließlich nach Hamburg zur Tochtergesellschaft Teldec. Dort kam er mit der Musikbranche in Kontakt. Blume wurde Marketingleiter für  U-Musik.  Nach 8 Jahren bei der Teldec ging er 1965 nach Berlin zur Hansa Musik Produktion, wo er Geschäftsführer wurde. 1993 ging Blume in den Ruhestand.

## Zeit in der Musikbranche
Zusammen mit den „Meisel-Brüdern“ (Peter und Thomas Meisel) führt er „die Hansa“ zu einer der erfolgreichsten Musikproduktionen in Deutschland. Das Unternehmen hatte zudem im Ausland viele Hits. Lange Gänge mit verschlossenen Türen, wie bei den Musikkonzernen, gab es nicht. Blumes Türen waren stets offen und jedermann war jederzeit zu einem Gespräch willkommen. Dies war auch für Frank Farian ein Grund bei der kleinen aber unabhängigen Hansa unter Vertrag zu kommen.
Besondere Verbindungen entstanden unter anderem mit der Gruppe The Twins und den Musikproduzenten Frank Farian, George Glueck und Dieter Bohlen.